# Meg (Film)
Meg (Originaltitel: The Meg) ist ein US-amerikanischer Science-Fiction-Actionfilm des Regisseurs Jon Turteltaub, der auf dem Roman Meg: A Novel of Deep Terror von Steve Alten basiert. Der Film ist eine chinesisch-amerikanische Co-Produktion und wurde von Warner Bros. Entertainment vertrieben. In Deutschland startete der Film am 9. August 2018.

## Handlung
Während der Rettung einer Gruppe von Seeleuten, die in einem gesunkenen Atom-U-Boot gefangen ist, sieht Jonas Taylor, Mitglied des Rettungsteams, wie der Rumpf des U-Boots von einer unbekannten Kreatur beschädigt wird. Taylor lässt zwei Seeleute zurück, weil er Angst hat, dass sie alle sterben werden, wenn sie auf die beiden warten. Als sie auftauchen, explodiert das beschädigte U-Boot. Taylors Behauptung, dass ein riesiges Meerestier die Katastrophe verursacht hat, wird von seinem Teamkollegen Dr. Heller zurückgewiesen; er glaubt, dass Taylor von druckbedingter Psychose betroffen war, und macht ihn für den Verlust ihrer Freunde verantwortlich.
Jahre später trifft Milliardär Jack Morris in der von ihm finanzierten Unterwasser-Forschungseinrichtung „Mana One“ ein. Dr. Minway Zhang und seine Tochter Suyin, eine Ozeanologin, überwachen eine Mission, um einen tieferen Abschnitt des Marianengrabens zu erforschen, der von einer Thermokline-Wolke aus Schwefelwasserstoff verdeckt wird. Die Mission wird von Taylors Ex-Frau Lori, Toshi und The Wall in einem Tauchboot durchgeführt. Die Mission scheint gut zu laufen, bis eine sehr große Kreatur das Unterwasserschiff trifft, wodurch es den Kontakt zu „Mana One“ verliert.
James „Mac“ Mackreides, ein weiteres Besatzungsmitglied auf der Station, schlägt vor, Taylor zu einer Rettungsaktion zu holen. Trotz Dr. Hellers Einwänden reisen Zhang und Mac nach Thailand, um Taylor zu rekrutieren. Unterdessen versucht Suyin die Rettung selbst durchzuführen: Dabei wird ihr Boot von einem riesigen Tintenfisch angegriffen. Kurz bevor es zu zerbersten droht, tötet ein massiver Hai den Angreifer. Taylor willigt ein, zu Hilfe zu kommen, und erreicht das eingeschlossene Unterwasserschiff. Als der riesige Hai jedoch zurückkehrt, opfert sich Toshi, indem er die Luke schließt, und das Rettungsschiff ablegt, sodass Taylor, Lori und The Wall sicher entkommen können.
Zurück auf der „Mana One“ entdeckt die Crew, dass der Hai ein Megalodon ist, der größte jemals lebende Hai, der seit Millionen von Jahren als ausgestorben gilt. Beim Spielen geht Suyins Tochter zu der Aussichtsplattform und sieht den Megalodon durch das Glas. Als Suyin und Taylor zu ihr eilen, sehen sie einen Wal, der von dem riesigen Hai lebend gefressen wird. Die Besatzung stellt fest, dass der Megalodon aus den Tiefen des Grabens stammt und durch ein Loch in der Thermokline geschwommen ist, das durch die Explosion der thermischen Öffnung entstanden war. Die Gruppe beschließt, den Megalodon zu verfolgen und zu vergiften. Während Suyin dem Megalodon eine tödliche Dosis Etorphin injiziert, wird ihre Sauerstoffmaske beschädigt, aber Taylor kann sie retten und wiederbeleben. Er selbst ist skeptisch, dass der erlegte Hai tatsächlich der richtige ist, da dessen Zähne nicht mit dem vorherigen Angriff übereinstimmen. Kurz darauf taucht ein kolossaler Megalodon aus dem Wasser auf, verschlingt den kleineren Megalodon und tötet dabei The Wall, Dr. Heller und Dr. Zhang und bringt das Boot zum Kentern. Die überlebende Crew kehrt mit zwei Schlauchbooten zur „Mana One“ zurück. Morris gibt bekannt, dass er derweil lokale Regierungen und Seestreitkräfte informiert habe, um Hilfe zu holen.
Bei Einbruch der Dunkelheit allerdings versucht Morris, den Megalodon selbst zu töten. Er weist eine Hubschrauberbesatzung an, modifizierte Wasserbomben auf den Fisch fallen zu lassen, und begründet dies mit dem Risiko von kostspieligen Schadenersatzklagen seitens der Opfer der Kreatur bzw. deren Hinterbliebenen. Als er sich dem Kadaver des vermeintlichen Megalodon in einem Boot nähert, entdeckt er aber, dass es ein Wal ist. Kurze Zeit später nähert sich der Megalodon dem Wal-Kadaver und Morris gibt aufgeregt Befehl, das Boot unverzüglich zu beschleunigen. Durch den plötzlichen Rückstoß wird er über Bord geschleudert, ohne dass die Bootsführer etwas bemerken. Der Megalodon verschlingt den Kadaver mitsamt Morris. Taylor und die restliche Crew der „Mana One“ entdecken, dass Morris tatsächlich keine der Regierungen verständigt hat, und sie beschließen, den Hai zu verfolgen und zu töten, während dieser auf dem Weg zu einem überfüllten Strand in der Sanya Bay ist.
Der Megalodon tötet mehrere Strandbesucher, bevor die Crew von „Mana One“ den Ton eines Walrufs spielt, um die Aufmerksamkeit des Hais auf sich zu lenken. Taylor und Suyin versuchen erfolglos, den Megalodon mit manipulierten Torpedos zu töten, wobei Taylors Tauchboot schwer beschädigt wird. Letztlich gelingt es ihm aber, den Bauch des Megalodons mit Teilen seines Bootes aufzuschlitzen und kurz darauf eine Harpune in sein Auge zu stechen. Zahlreiche Haie in der Umgebung registrieren das Blut des Megalodon und greifen gemeinsam die Kreatur an, wodurch diese schließlich stirbt. Während des Kampfes konnte Suyin alle auf das Boot einer chinesischen Hochzeitsgesellschaft evakuieren. Taylor und Suyin ziehen in Betracht, Urlaub zu machen.

## Hintergrund
Die Dreharbeiten zu diesem Film begannen am 13. Oktober 2016 in Auckland, Neuseeland, und endeten am 4. Januar 2017 in der Stadt Sanya in Hainan, Volksrepublik China.
Das Spezialeffekte-Team sah sich der Herausforderung gegenüber, nicht nur einen bisher unentdeckten prähistorischen Riesenhai zu entwerfen, sondern auch die Unterwasserschichten und -umgebungen, einschließlich realistischer Korallenriffe und Luftblasen, zu kreieren.
Die Filmmusik von Harry Gregson-Williams wurde in der Synchron Stage Vienna eingespielt.

## Synchronisation
Die deutsche Synchronisation entstand bei der RC Production in Berlin, nach einem Dialogbuch und unter der Dialogregie von Sven Hasper.
| Rolle                  | Originalsprecher      | Synchronsprecher   |
| ---------------------- | --------------------- | ------------------ |
| Jonas Taylor           | Jason Statham         | Leon Boden         |
| Suyin Zhang            | Li Bingbing           | Mey Lan Chao       |
| Jack Morris            | Rainn Wilson          | Axel Malzacher     |
| Jaxx Herd              | Ruby Rose             | Sanam Afrashteh    |
| Dr. Minway Zhang       | Winston Chao          | Frank Röth         |
| James „Mac“ Mackreides | Cliff Curtis          | Johannes Berenz    |
| Meiying                | Shuya Sophia Cai      | Lily Alma Bredack  |
| DJ                     | Page Kennedy          | Dennis Schmidt-Foß |
| Dr. Heller             | Robert Taylor         | Torsten Michaelis  |
| The Wall               | Ólafur Darri Ólafsson | Marco Kröger       |
| Lori                   | Jessica McNamee       | Jennifer Böttcher  |
| Toshi                  | Masi Oka              | Tobias Müller      |

## Rezeption
Bei einem Budget von 130 Millionen US-Dollar erzielte der Blockbuster weltweit einen Erlös von 527,8 Millionen US-Dollar.
Der Filmdienst resümiert, dass die „unentschlossen zwischen Spannung und Witz pendelnde Actionkomödie […] trashigen Tierhorror um einen Monsterfisch mit einem Megabudget familientauglich machen“ will, und kritisiert, dass „über den bombastischen Schauwerten […] die Protagonisten wie auch eine stringente Story vergessen“ werden. Insgesamt handele es sich um einen „zahnlose[n] Versuch, Genrevorbilder zu zitieren und Spannungsspitzen durch plumpe Pointen aufzufangen.“

## Fortsetzung
Die Fortsetzung Meg 2: Die Tiefe kam am 3. August 2023 in die deutschen und am darauffolgenden Tag in die US-amerikanischen Kinos. Die Regie übernahm Ben Wheatley; das Drehbuch schrieben die Autoren des ersten Teils.